# 117
117 је била проста година.

## Догађаји
- Римски цар Трајан гуши велики устанак Јевреја (познат као Китосов рат), а потом се тешко разболи и оставља Хадријана на челу велике римске војске на истоку.
- Тешко болесни Трајан формално усваја као сина Хадријана, који се истакао као изврсни официр и који са њим дели хиспанско порекло, и тиме га одређује за свог наследника.
- 8. август — Трајан умире од можданог удара у граду Селину у Киликији, на путу од Месопотамије до Италије, остављајући Римско царство на територијалном врхунцу.
- Хадријан долази на власт и одлучује да промени римску спољну политику, односно да одустане од програма територијалног ширења које је карактерисао његовог претходника. У ту сврху започиње преговоре са још непокореним партским великашима и владарима којима нуди повратак Месопотамије под партску власт у замену за трајни мир.
- У Риму започиње изградња Пантеона.

## Смрти
- 8. август — Хадријан, римски цар (р. 53)
- Тацит, римски историчар (р. 56)